# Le Père Goriot

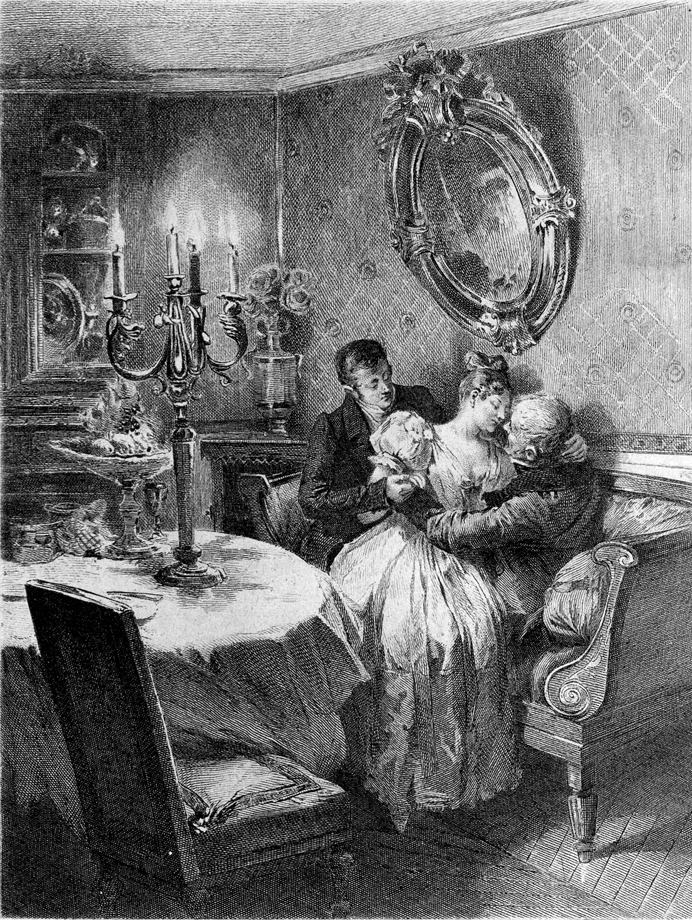
Titelpagina

Le Père Goriot [Vader Goriot] is een roman van Honoré de Balzac, geschreven in 1834, waarvan de publicatie begint in de Revue de Paris en die in 1835 in de boekhandel komt.
Balzac is een van de grootste Franse schrijvers en meester van de realistische roman. Le Père Goriot werd de basis van het titanenwerk La Comédie humaine (De menselijke komedie), die bedoeld was als beschrijving en afbeelding van de Franse samenleving van zijn tijd. Deze romanreeks is als literaire constructie uniek in haar genre, met verbanden tussen de verschillende delen. 
Binnen La Comédie Humaine maakt Le Père Goriot deel uit van de Études de Moeurs (Studies van de zeden). Binnen die categorie valt het boek binnen de Scènes de la Vie privée (Scènes van het privéleven).
Le Père Goriot werd in 2002 opgenomen in de lijst van 100 beste boeken uit de wereldliteratuur, samengesteld op initiatief van de gezamenlijke Noorse boekenclubs en de Zweedse Academie.